# Каама
Каа́ма (лат. Alcelaphus buselaphus caama) — подвид конгони, парнокопытного млекопитающего из семейства полорогих (Bovidae).
Длина тела до 2,3 м. Окраска светлого коричнево-бурого цвета. Лоб и передняя сторона головы тёмно-бурые, у основания хвоста белое пятно. Кисточка на хвосте чёрная. Над слёзными ямками пучок волос.
Вид распространён в Южной Африке. Периодически предпринимает странствования вместе с другими видами антилоп.
Находится под минимальной угрозой, так как численность популяции составляет около 130 тысяч особей и продолжает увеличиваться.

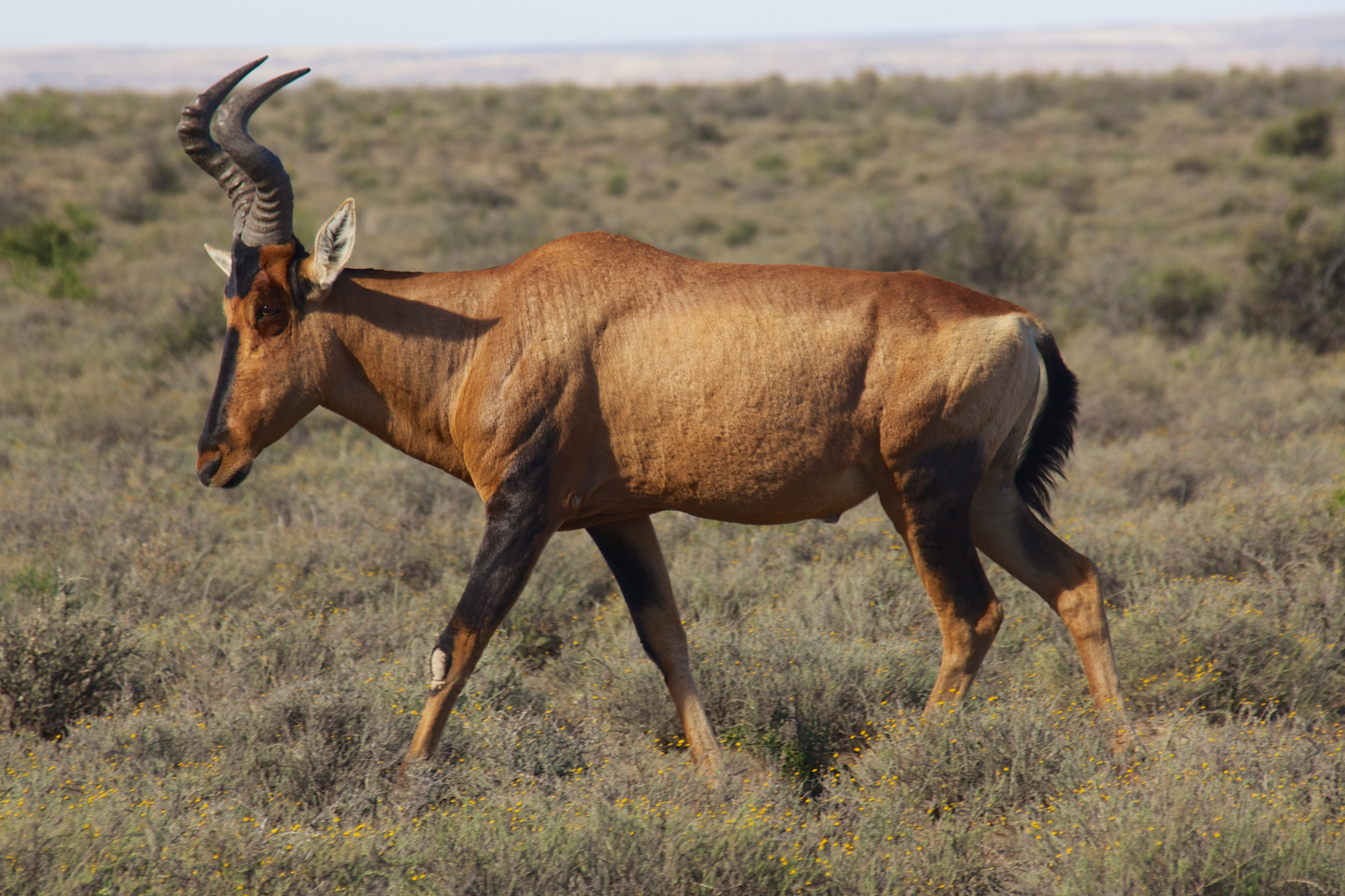